# Acanthoferonia
Acanthoferonia is een geslacht van kevers uit de familie van de loopkevers (Carabidae). De wetenschappelijke naam van het geslacht is voor het eerst geldig gepubliceerd in 1965 door Moore.

## Soorten
Het geslacht Acanthoferonia is monotypisch en omvat slechts de volgende soort:
- Acanthoferonia ferox Moore, 1965